# George Meade
George Gordon Meade (n. 31 decembrie 1815, Cádiz, Andaluzia, Spania – d. 6 noiembrie 1872, Pennsylvania, SUA) a fost un general-maior al Armatei Statelor Unite, care a comandat Armata Potomacului⁠(d) în timpul Războiului Civil American din 1863 până în 1865. A luptat în multe dintre bătăliile cheie ale teatrului de est⁠(d) și a învins Armata Confederată⁠(d) a Virginiei de Nord⁠(d) condusă de generalul Robert E. Lee în bătălia de la Gettysburg.

## Biografie
S-a născut în Cádiz, Spania, într-o familie bogată de negustori din Philadelphia și a absolvit Academia Militară a Statelor Unite în 1835. A luptat în al Doilea Război al Seminolilor⁠(d) și în Războiul Mexicano-American. A slujit în Corpul Inginerilor Topografici al Armatei Statelor Unite⁠(d) și a condus construcția de faruri în Florida și New Jersey între 1851 și 1856, precum și un studiu hidrografic al lacurilor din Statele Unite din 1857 până în 1861.
Serviciul său în Războiul Civil a început ca general de brigadă în Rezervele din Pennsylvania⁠(d), construind fortificații defensive în jurul Washingtonului. A luptat în Campania din Peninsulă⁠(d) și în Bătăliile de Șapte Zile⁠(d). A fost grav rănit în bătălia de la Glendale⁠(d) și s-a întors la comanda brigăzii sale pentru a doua bătălie de pe Bull Run. În calitate de comandant de divizie, a avut succes în bătălia de la South Mountain⁠(d) și și-a asumat comanda temporară a Corpului I⁠(d) în bătălia de pe Antietam. Divizia lui Meade a spart liniile în bătălia de la Fredericksburg, dar a fost obligată să se retragă din cauza lipsei de sprijin. Meade a fost avansat în gradul de general-maior și comandant al Corpului V⁠(d), pe care l-a condus în timpul bătăliei de la Chancellorsville.
A fost numit la comanda Armatei Potomacului cu doar trei zile înainte de bătălia de la Gettysburg și a ajuns pe câmpul de luptă după acțiunea din prima zi, la 1 iulie 1863. El și-a organizat forțele pe un teren favorabil pentru a duce o luptă defensivă eficientă împotriva Armatei Virginiei de Nord a lui Robert E. Lee și a respins o serie de atacuri masive în următoarele două zile. Deși mulțumit de victorie, președintele Abraham Lincoln l-a criticat pe Meade deoarece i se părea că nu i-a urmărit destul de eficient pe confederați în timpul retragerii lor, ceea ce i-a permis lui Lee și armatei sale să se refugieze înapoi în Virginia. Trupele lui Meade au repurtat o victorie minoră în campania Bristoe⁠(d), dar nu au obținut un rezultat concludent în bătălia de pe Mine Run⁠(d). Abordarea prudentă a lui Meade l-a determinat pe Lincoln să caute un alt comandant pentru Armata Potomacului.
În 1864–1865, Meade a continuat să comande Armata Potomacului în Campania Terestră⁠(d), Campania Richmond-Petersburg⁠(d) și Campania Appomattox⁠(d), dar a fost umbrit de supravegherea directă a superiorului lui, generalului-comandat al tuturor armatelor Uniunii, gen.-lt.⁠(d) Ulysses S. Grant, care l-a însoțit pe parcursul acestor campanii. Grant a condus cea mai mare parte a strategiei în timpul acestor campanii, lăsându-l pe Meade cu mult mai puțină influență decât înainte. După război, Meade a comandat Divizia Militară a Atlanticului⁠(d) din 1865 până în 1866 și din nou din 1869 până în 1872. A supravegheat formarea noilor guverne ale statelor din Sud și readmiterea în Statele Unite pentru cinci astfel de state, din poziția sa de comandant al Departamentului Sudului⁠(d) din 1866 până în 1868 și a celui de al Treilea District Militar în 1872.
Meade a fost supus unor rivalități politice intense în cadrul armatei, în special cu generalul-maior⁠(d) Daniel Sickles⁠(d), care a încercat să discrediteze rolul lui Meade în victoria de la Gettysburg. Era cunoscut ca fiind iute la mânie, ceea ce i-a adus porecla de „Old Snapping Turtle”. Orientarea politică a lui Meade era către Partidul Democrat din Nord⁠(d) și considera că obiectivul real al războiului este conservarea Uniunii, opunându-se sclaviei doar pentru că era o amenințare la adresa acesteia. Era un susținător al lui McClellan, care comandase Armata Potomacului înaintea lui.
A suferit multă vreme de complicații cauzate de rănile suferite în război și a murit pe 6 noiembrie 1872 de pneumonie în casa din Delancey Place, nr. 1836, în Philadelphia. A fost înmormântat în Cimitirul Lauren Hill⁠(d).